# Liste von slowakischen und tschechischen Märchenfilmen
Diese Liste von slowakischen und tschechischen Märchenfilmen listet Märchenfilme nach Jahr, welche entweder aus der ehemaligen Tschechoslowakei oder deren Nachfolgestaaten Slowakei oder Tschechien stammen. Ausgangspunkt für die Angabe von Filmtitel, Originaltitel, Premierenjahr und Regisseur der einzelnen Märchenfilme sind die Internet Movie Database und das Lexikon des internationalen Films. Da sich auch bei diesen Filmdatenbanken sowie Filmlexika die Angaben beispielsweise über das Entstehungsjahr um ein bis zwei Jahre widersprechen können, ist es sinnvoll, jeden Film in der Listung eindeutig zu charakterisieren durch Titel, Jahr und Regisseur. Bei widersprüchlichen Angaben sollten – soweit zugänglich – die Angaben des Filmabspanns in Originalsprache herangezogen werden.

## Tschechoslowakischer Märchenfilm
- 1920: Rotkäppchen (Červená Karkulka) – Regie: Svatopluk Innemann[1]
- 1922: Schneeröschen (Sněhová Růženka) – Regie: Hans Otto Löwenstein[1]
- 1922: Schneewittchen und die sieben Zwerge (Sněhulka a sedm trpaslíků) – Regie: Hans Otto Löwenstein[1]
- 1922: Die Zauberblume (O zázračném květu) – Regie: Hans Otto Löwenstein[1]
- 1925: Die Laterne (Lucerna) – Regie: Karel Lamač[1]
- 1927: Hänsel und Gretel (Perníková chaloupka) – Regie: Josef Kokeisl[1]
- 1927: Kašpárek a Budulínek – Regie: Josef Kokeisl[1]
- 1927: Kašpárek kouzelníkem – Regie: Josef Kokeisl[1]
- 1929: Aschenbrödel (Popelka) – Regie: Josef Kokeisl[1]
- 1933: Hänsel und Gretel (Perníková chaloupka) – Regie: Oldřich Kmínek[1]
- 1933: Schneewittchen (Sněhurka a sedm trpaslíků) – Regie: Oldřich Kmínek[1]
- 1937: Schwanda, der Dudelsackpfeifer (Švanda dudák) – Regie: Svatopluk Innemann[1]
- 1938: Die Laterne (Lucerna) – Regie: Karel Lamač, Vorlage: Alois Jirásek[1][2]
- 1940: Die Großmutter (Babička) – Regie: František Čáp[1]
- 1949: Der Kaiser und die Nachtigall (Císařův slavík) - Regie: Miloš Makovec, Jiří Trnka, Vorlage: Hans Christian Andersen „Die Nachtigall“ als Puppenmärchen[3][4]
- 1950: Prinz Bajaja (Bajaja) – Regie: Jiří Trnka, Vorlage: als Puppenmärchen[5]
- 1952: Die stolze Prinzessin (Pysná princezna) – Regie: Borivoj Zeman, Vorlage: Božena Němcová
- 1952: Der Kaiser und sein Bäcker (Císařův pekař – Pekařův císař) – Regie: Martin Fric[6][7]
- 1953: Töpfchen koch! (Hrnečku, vař!) – Regie: Václav Bedřich[8]
- 1955: Es war einmal ein König (Byl jednou jeden král…) – Regie: Borivoj Zeman, Vorlage: Božena Němcová
- 1955: Der Dudelsackpfeifer (Strakonický dudák) – Regie: Karel Steklý, Vorlage: böhmische Volkssage[9][10][11]
- 1955: Prinzessin Goldhaar (Zlatovláska) - Regie: Jan Dudesek, Hermína Týrlová, Vorlage: als Puppenmärchen nach Joseph Kainar[12][13]
- 1956: Knüppel aus dem Sack (Obušku, z pytle ven!) – Regie: Jaromír Pleskot, Vorlage: Karel Jaromír Erben[14]
- 1956: Spiel mit dem Teufel (Hrátky s čertem) – Regie: Josef Mach[1]
- 1957: Eine Legende über die Liebe (Legenda o lásce) – Regie: Václav Krska[15]
- 1957: Der falsche Prinz (Labakan) – Regie: Václav Krška, Vorlage: Wilhelm Hauff
- 1958: Drei Wünsche (Tři přání) – Regie: Ján Kadár, Elmar Klos
- 1959: Die Prinzessin mit dem goldenen Stern (Princezna se zlatou hvězdou) – Regie: Martin Frič, Vorlage: Karel Jaromír Erben
- 1959: Das Märchen vom Bären Ondrej (Medvěd a strašidla) – Regie: Jaroslav Mach
- 1959: Wie Franta das Fürchten lernte (Jak se Franta naučil bát) – Regie: Jaroslav Mach[1]
- 1960: Die Laterne (Lucerna) – Regie: Jiří Bělka[16]
- 1960: Astronom und Edelmann (Pán a hvezdár) – Regie: Dusan Kodaj[17]
- 1960: Gevatter Tod (Darbuján a Pandrhola) – Regie: Martin Frič, Vorlage: Brüder Grimm
- 1961: Das Märchen von der alten Straßenbahn (Pohádka o staré tramvaji) - Regie: Milan Vošmik, Vorlage: modernes Märchen[18][19]
- 1962: Baron Münchhausen (Baron Prásil) – Regie: Karel Zeman[20]
- 1963: Rusalka (Rusalka) – Regie: Václav Kaslík[21][22]
- 1963: Wenn der Kater kommt (Až přijde kocour) – Regie: Vojtech Jasný[23][24]
- 1963: Goldener Farn (Zlaté kapradí) – Regie: Jirí Weiss[25]
- 1963: Die drei goldenen Haare von Großvater Allwissend (Tři zlaté vlasy děda Vševěda) – Regie: Jan Valášek, Vorlage: Karel Jaromír Erben
- 1966: Pan Tau – Regie: Jindřich Polák[1]
- 1967: Die Laterne (Lucerna) – Regie: František Filip[26]
- 1967: Die sieben Raben (Sedmero krkavců) – Regie: Ludvík Ráža, Vorlage: Brüder Grimm[27]
- 1967: Franz stellt alles auf den Kopf (Zázracny hlavolam) – Regie: Václav Táborsky[28]
- 1968: Die wahnsinnig traurige Prinzessin (Šíleně smutná princezna) – Regie: Bořivoj Zeman
- 1969: Aschenbrödel (Popelka) – Regie: Vlasta Janecková[29]
- 1970: Lucia und die Wunder (Lucie a zazraky) – Regie: Ota Koval[30][31]
- 1970: Radúz und Mahulena (Radúz a Mahulena) – Regie: Petr Weigl[1][32]
- 1970: Valerie – Eine Woche voller Wunder (Valerie a tyden divu) – Regie: Jaromil Jireš
- 1971: Die Großmutter (Babička) – Regie: Antonín Moskalyk[33]
- 1971: Prinz Bajaja (Princ Bajaja) – Regie: Antonín Kachlík, Vorlage: Božena Němcová
- 1971: Der Prinz und der Bettelknabe (Princ a chud'as) – Regie Ludvík Ráža, Vorlage: Mark Twain[34]
- 1971: Mrtvý princ – Regie: Vlasta Janečková[35]
- 1972: Das Mädchen auf dem Besenstiel (DDR) / Saxana, die Hexe (BRD) (Divka na Kosteti) – Regie: Václav Vorlíček[36]
- 1972: Sechs Bären und ein Clown (DDR) / Sechs Bären mit Zwiebel (BRD) (Sest medvedu s Cibulkou) – Regie: Oldrich Lipský[37][38]
- 1972: Vom Schneewittchen (DDR) / Geschichten um Schneewittchen (BRD) (O Snehurce) – Regie: Vera Plívová-Simková[39]
- 1972: Z pohádky do pohádky - Regie: Vlasta Janečková[40]
- 1973: Drei Haselnüsse für Aschenbrödel (ČSSR, DDR) (Tři oříšky pro Popelku) – Regie: Václav Vorlíček, Vorlage: Božena Němcová
- 1973: Prinzessin Goldhaar (Zlatovláska) – Regie: Vlasta Janecková[41][42]
- 1973: Prinzessin Turandot (Princezna Turandot) – Regie: Anna Procházková
- 1974: Des Wassermanns traurige Liebe (Vodník a Zuzana) – Regie: Jan Schmidt[43][44]
- 1974: Princ Chocholouš – Regie: Vera Jordánová, Vorlage: Charles Perrault[45]
- 1975: Wie soll man Dr. Mráček ertränken? oder Das Ende der Wassermänner in Böhmen (Jak Utopit Doctora Mracka Aneb Konec Vodniku v Cechach) – Regie: Václav Vorlícek
- 1976: Die kleine Seejungfrau (DDR) / Die kleine Meerjungfrau (BRD) (Malá mořská víla) – Regie: Karel Kachyňa, Vorlage: Hans Christian Andersen[46]
- 1976: Die Braut mit den schönsten Augen (Godenizata S Nai-Krassiwite Otschi) – Regie: Jan Schmidt
- 1977: Die traurige Nixe (Rusalka) – Regie: Petr Weigl[1][47]
- 1977: Wie Honza beinahe König geworden wäre (Honza málem králem) – Regie: Bořivoj Zeman, Vorlage: Geschichten vom dummen Hans[48]
- 1977: Wie man Prinzessinnen weckt (DDR) / Wie man Dornröschen wachküßt (BRD) (Jak Se Budi Princezny) – Regie: Václav Vorlíček, Vorlage: Brüder Grimm und La belle au bois dormant von Charles Perrault[49]
- 1977: Hopp…! Und ein Menschenaffe ist da (Hop – a je tu lidoop) – Regie: Milan Muchna, Vorlage: Tausendundeine Nacht[50][51]
- 1978: Das neunte Herz (Devate Srdce) – Regie: Juraj Herz, Vorlage: Josef Hanzlík
- 1978: Die Schöne und das Ungeheuer (DDR) / Die Jungfrau und das Ungeheuer (BRD) (Panna a Netvor) – Regie: Juraj Herz, Vorlage: Volksmärchen Die Schöne und das Biest und Die Rosenknospe von Božena Němcová[52]
- 1978: Hejkal – Regie: Pavel Kraus, Vorlage: tschechische Sagengestalt mit Fauncharakter Hejkal
- 1979: Der Katzenprinz (Kocicí princ) – Regie: Ota Koval
- 1979: Prinz und Abendstern (Princ a Vecernice) – Regie: Václav Vorlíček, Vorlage: Karel Jaromír Erben und Der Sonnenkönig, der Mondkönig, der Windkönig, die schöne Uliana und die zwei Pferdchen von Božena Němcová
- 1979: Die Märchenbraut (Arabela) – Regie: Václav Vorlíček
- 1979: Das große Polizeimärchen (Velká policejní pohádka) – Regie: Svatava Simonová[53][54]
- 1980: Zlatá panna - Regie: Vojtěch Štursa[55]
- 1980: Hadač od Saidovy zahrady - Regie: Věra Jordánová[56]
- 1980: Perly: Hadí dar - Regie: František Mikeš, Vorlage: Josef Štefan Kubín[57]
- 1981: Ein Klecks ins Märchen (Kanka do pohádky) – Regie: Ota Koval[58][59]
- 1981: Rübezahl und die Skiläufer (Krakonos a lyzníci) – Regie: Vera Plívová-Simková[60]
- 1981: Märchen vom Sonnenkönig (DDR) / Die drei goldenen Haare des Sonnenkönigs (BRD) (Plavčík a Vratko) – Regie: Martin Ťapák, Vorlage: Die drei goldenen Federn und Der Weg zur Sonne und zum Mond von Božena Němcová
- 1981: Das Märchen vom Wassermann Toni (Pohádka o mokrosuchém stestí) – Regie: Ludvík Ráža[61][62]
- 1981: Neberte nám princeznu – Regie: Martin Hoffmeister[63]
- 1982: Märchen von der Zaubernacht (DDR) / Das Märchen von der Johannisnacht (BRD) (Pohadka Svatojanske Noci) – Regie: Zdenek Zydron[64]
- 1982: Taugenichts der tapfere Ritter (Popolvar Najvetsi na Svete) – Regie: Martin Tapák
- 1982: Der dritte Prinz (Treti Princ) – Regie: Antonín Moskalyk, Vorlage: Karel Jaromír Erben
- 1982: Pohádka svatojánské noci – Regie: Zdeněk Zydroň[65]
- 1983: Hinter der Scheune ist ein Drache (Za humny je drak) – Regie: Radim Cvrček
- 1983: Der Salzprinz (Soľ nad zlato) – Regie: Martin Hollý, Vorlage: Salz ist wertvoller als Gold von Božena Němcová
- 1983: Vom tapferen Schmied (O Statecnem Kovari) – Regie: Petr Švéda, Vorlage: Der unerschrockene Mikesch von Božena Němcová
- 1983: Von der verzauberten Schlange (O zakletem hadovi) – Regie: Vlasta Janeckova, Vorlage: Božena Němcová
- 1983: Die Gänsehirtin und der König (Husiarka a král) – Regie: Ján Chlebík
- 1983: Das Märchen einer Wanderung (DDR) / Eine phantastische Geschichte (BRD) / Das Märchen von der großen Reise (Pohádka o putování) – Regie: Alexander Mitta
- 1983: Husiarka a král - Regie: Ján Chlebík[66]
- 1984: Vom goldenen Farnkraut (laté kapradí) – Regie: Věra Jordánová[1]
- 1984: Verschenktes Glück (DDR) / Die Prinzessin mit der langen Nase (BRD) (Tři veteráni) – Regie: Oldřich Lipský[67]
- 1984: Der König und das Fischermädchen (Koloběžka první) – Regie: Ludvík Ráža[68][69]
- 1984: Jankos Spielzeug (Jankove hracky) – Regie: Radim Cvrcek[70]
- 1984: König Drosselbart (Kral Drozida Brada) – Regie: Miloslav Luther, Vorlage: Brüder Grimm und Bestrafter Stolz von Božena Němcová
- 1984: Ako premôcť vodníka - Regie: Ivan Petrovický[71]
- 1985: Der Zauberrabe Rumburak (Rumburak) – Regie: Václav Vorlíček
- 1985: Der falsche Prinz (Falosny Princ) – Regie: Dušan Rapoš, Vorlage: Wilhelm Hauff
- 1985: Frau Holle (Perinbaba) – Regie: Juraj Jakubisko, Vorlage: Brüder Grimm
- 1985: Mit dem Teufel ist nicht gut spaßen (S Certy Nejsou Zerty) – Regie: Hynek Bočan, Vorlage: Des Teufels Schwager von Božena Němcová
- 1985: Eine zauberhafte Erbschaft (Čarovné dědictví) – Regie: Zdeněk Zelenka und Michael Kahn, Vorlage: Eine zauberhafte Erbschaft von Václav Rezác[72]
- 1985: Křídlovka pro Majoránka - Regie: Jaroslav Dudek[73]
- 1986: Co takhle svatba, princi? – Regie: Jirí Adamec[74]
- 1986: Das Märchen vom Däumling (Pohádka o Malíčkovi) – Regie: Gunars Piesis, Vorlage: Anna Brigadere
- 1986: Galoschen des Glücks (Galose Stastia) – Regie: Juraj Herz, Vorlage: Hans Christian Andersen
- 1986: Die goldene Jungfrau (DDR) / Der treue Johannes (BRD) (Mahuliena zlata Panna) – Regie: Miloslav Luther, Vorlage: Brüder Grimm und Die Prinzessin vom Gläsernen Berg von Božena Němcová[75]
- 1986: Die dritte Fee (Třetí sudička) – Regie: Vojtech Stursa, Vorlage: Božena Němcová
- 1986: Plaváček – Regie: Jiřina Pokorná-Makoszová, Vorlage: Karel Jaromír Erben[76]
- 1986: Kterak Honza ze zámku utekl - Regie: Hana Teislerová, Ilja Racek[77]
- 1987: At priletí cáp, královno! – Regie: Jirí Adamec[78][79]
- 1987: Prinzessin Julia (O Princezne Julince) – Regie: Antonín Kachlík, Vorlage: Josef Lada
- 1987: Die klügste Prinzessin (O nejchytřejší princezně) – Regie: Vladimír Karlík
- 1987: Die Pfauenfeder (Pávie pierko) – Regie: Petr Weigl, Vorlage: Die drei goldenen Federn von Božena Němcová
- 1987: Die Prinzessin und der fliegende Schuster (O princezně Jasněnce a létajícím ševci) – Regie: Zdeněk Troška, Vorlage: Jan Drda
- 1988: Das Wasser des Lebens (O zivej vode) – Regie: Ivan Balada, Vorlage: Brüder Grimm und Berona von Božena Němcová
- 1988: Der große und der kleine Klaus (Mikola a Mikolka) – Regie: Dušan Trančík, Vorlage: Hans Christian Andersen und Der König der Zeit vom Božena Němcová
- 1988: Pan Tau – Regie: Jindřich Polák
- 1988: Alice (Něko z alenky) – Regie: Jan Svankmajer
- 1988: Gespenster aus dem Dachfenster (Strasidla z vikýre) – Regie: Radim Cvrček[80][81]
- 1989: Der Furchtlose (Nebojsa) – Regie: Július Matula, Vorlage: Der gerechte Bohumil und Fürchtenichts von Božena Němcová
- 1989: Sieben auf einen Streich (Sedem jednou ranou) – Regie: Dušan Trančík, Vorlage: Brüder Grimm
- 1989: Aschenputtel (Popelka) – Regie: Karin Brandauer, Vorlage: Brüder Grimm
- 1989: Der Falkenkönig (Jestrábí moudrost) – Regie: Vladimír Drha[82]
- 1990: Der Reisekamerad (Vandronik) – Regie: Ludvík Ráža, Vorlage: Hans Christian Andersen
- 1990: Dornröschen (Šípková Růženka) – Regie: Stanislav Párnický, Vorlage: Brüder Grimm und Charles Perrault[83]
- 1990: Zeit der Schmetterlinge (Motýlí cas) – Regie: Bretislav Pojar[84]
- 1990: O Radkovi a Mileně – Regie: Věra Jordánová[85]
- 1990: Takmer ružový príbeh – Regie: Juraj Jakubisko[86]
- 1990: Duch času – Regie: Svatava Simonová[87]
- 1991: Hexen aus der Vorstadt (Carodejky z predmestí) – Regie: Vlasta Janečková
- 1991: Der Froschkönig (Zabi Kral) – Regie: Juraj Herz, Vorlage: Brüder Grimm
- 1991: Der vergeßliche Hexenmeister (O zapomnetlivém cernoknezníkovi) – Regie: Hynek Bocan[88]
- 1992: Schneewittchen und das Geheimnis der Zwerge (Snehurca) – Regie: Ludvík Ráža, Vorlage: Brüder Grimm

### Fernsehspiel
- 1963: Bajaja – Regie: Ludvík Ráža, Vorlage: Božena Němcová[89]
- 1963: Dařbuján a Pandrhola - Regie: Ludvík Ráža, Vorlage: Jan Drda[90]
- 1964: Zapomenutý čert – Regie: Ludvík Ráža[91]
- 1964: Darounická poudačka - Regie: Miloslav Zachata, Vorlage: Maria Kubátová[92]

- 1966: Čertouská poudačka – Regie:Miloslav Zachata, Vorlage: Marie Kubátov "Riesengebirge-Märchen[93]
- 1966: Kacafírek - Regie: Vlasta Janečková[94]
- 1966: Když se čerti rojili – Regie: Ludvík Ráža[95]
- 1967: Princezna Pampeliška – Regie: Ludvík Ráža, Vorlage: Märchenspiel von Jaroslav Kvapil[96]
- 1967: Sedmero krkavců – Regie: Ludvík Ráža[97]
- 1967: Pučálkovic Amina - Regie: Pavel Kraus[98]
- 1968: Křesadlo – Regie: Ludvík Ráža[99]
- 1968: Jak se Mette chtěla stát královnou – Regie: Vlasta Janecková[100]
- 1969: Princezna Lada  – Regie: Věra Jordánová[101]
- 1969: Hádankář Vojta – Regie: Věra Jordánová[102]
- 1969: Hádavá pohádka - Regie: Vlasta Janečková[103]
- 1969: Pan Větrovský z Větrova a paní Deštná z Dešťova - Regie: Ludvík Ráža[104]
- 1969: Čertův švagr - Regie: Věra Jordánová[105]
- 1969: Učedník kouzelníka Čáryfuka - Regie: Vlasta Janečková[106]
- 1969: Neohrožený Mikeš - Regie: Ludvík Ráža[107]
- 1969: O statečném Petrovi - Regie: Věra Jordánová, Vorlage: Vítězslav Kocourek[108]
- 1969: O šesti ošklivých princeznách - Regie: Vlasta Janečková[109]
- 1970: Cert a Káca – Regie: Libuše Koutná[110]
- 1970: Dvě Cecilky – Regie: Věra Jordánová, Vorlage: Rübezahl[111]
- 1970: O tlustém pradědečkovi - Regie: Pavel Kraus, Vorlage: Josef Čapek[112]
- 1970: O hradu Zásadce - Regie: Věra Jordánová[113]
- 1971: O Pomněnce – Regie: Vlasta Janečková[114]
- 1971: Růže a prsten – Regie: Vlasta Janečková[115]
- 1971: Kráska a zvíře – Regie: Antonín Moskalyk[116]
- 1971: Konec draka Kusodrápa - Regie: Pavel Kraus[117]
- 1971: Jak princezny spaly na hrášku - Regie: Věra Jordánová[118]
- 1972: Jak Anče s komtesou k modrému z nebe přišly – Regie: Josef Vondráček, Josef Henke, Vorlage: Rübezahlmärchen von Marie Kubátová[119]
- 1972: Kamenný kvítek - Regie: Josef Vondráček[120]
- 1972: O chrabré Kordule - Regie: Libuše Koutná[121]
- 1972: Královna Černá růže - Regie: Josef Vondráček[122]
- 1973: Sněhurka – Regie: Josef Vondráček, Vorlage: Karel Jaromír Erben[123]
- 1973: Lesní panna – Regie: Jiří Bělka, Vorlage: Josef Kajetán Tyl[124]
- 1973: Měsíční kámen - Regie: Václav Hudeček, Vorlage: Orientalisches Märchen[125]
- 1973: O ševci Matějovi - Regie: Pavel Kraus[126]
- 1974: Padla kosa na kámen – Regie: Věra Jordánová[127]
- 1974: O Emínce a Havlíčkovi – Regie: Jiřina Pokorná-Makoszová, Vorlage: Josef Štefan Kubín[128]
- 1974: Chytrost má děravé šaty – Regie: Vlasta Janečková[129]
- 1974: Lesní ženka - Regie: Josef  Vondráček[130]
- 1974: Potulné pohádkové divadlo - Regie: Jiří Vanýsek[131]
- 1975: Jak se ševcem šili čerti – Regie: Svatava Simonová, Vorlage: Jirí Mahen[132][133]
- 1975: Čertova nevěsta – Regie: Věra Jordánová[134]
- 1975: Zlatá přadlena – Regie: Věra Jordánová[135]
- 1975: Čert na zemi - Regie: Pavel Háša, Vorlage: Volksmärchen von Josef Kajetán Tyl[136]
- 1975: O Nanynčiných koláčích - Regie: Pavel Kraus[137]
- 1976: Dalskabáty hříšná ves aneb Zapomenutý čert – Regie: Jaroslav Novotný[138]
- 1976: O Terezce a paní Madam – Regie: Libuše Koutná[139]
- 1976: Panenka z vltavské tůně – Regie: Věra Jordánová[140]
- 1976: O Všudybylovi – Regie: Svatava Simonová, Vorlage: Frantisek Hrubín[141]
- 1976: Nezbedná pohádka – Regie: Vlasta Janečková[142]
- 1976: Krása – Regie: Vlasta Janečková[143]
- 1976: Birlibán – Regie: Miloš Bobek[144]
- 1976: Zlaté pometlo - Regie: Libuše Koutná[145]
- 1976: Ivanka a Marijka - Regie: Libuše Koutná[146]
- 1976: O třech bratřích - Regie: Jiří Adamec[147]
- 1976: Jablíčko z laciného kraje - Regie: Milan Peloušek[148]
- 1977: O líném Honzovi – Regie: Vlasta Janečková[149]
- 1977: O Honzovi a Barušce – Regie: Jiří Adamec[150]
- 1977: Dary hadího krále – Regie: Libuše Koutná[151]
- 1977: Jablíčko se dokoulelo – Regie: Jiří Adamec[152]
- 1977: Florijánkovo stestí – Regie: Libuše Koutná[153]
- 1977: Blaťácká povídačka – Regie: Věra Jordánová[154]
- 1977: Vo Brikitě - Regie: Libuše Koutná[155]
- 1978: Čarovné prstýnky – Regie: Věra Jordánová[156]
- 1978: Hastrmanská povídačka – Regie: Libuše Koutná[157]
- 1978: Ježčí kůže – Regie: Libuše Koutná[158]
- 1978: Pohádka o ebenovém koni – Regie: Věra Jordánová[159]
- 1978: O statečné princezně Janě – Regie: Vlasta Janečková[160]
- 1979: Ládo, ty jsi princezna! – Regie: Jan Bonaventura[161]
- 1979: O chudém královstvíčku – Regie: Vlasta Janečková[162]
- 1979: O hruskách usatkách a jablícku parohátku – Regie: Libuše Koutná[163]
- 1979: Bílá kočička – Regie: Libuše Koutná[164]
- 1979: O zakleté princezně – Regie: Svatava Simonová, Vorlage: Frantisek Hrubín[165]
- 1979: Jedničky má papoušek - Regie: Libuše Koutná[166]
- 1979: Švec Janek v pohádkové zemi - Regie: Vlasta Janečková[167]
- 1980: Angst hat große Augen? (Strach má velké oči) – Regie: Pavel Kraus[168][169]
- 1980: Princové jsou na draka – Regie: Jirí Adamec[170]
- 1980: A nebojís se, princeznicko? – Regie: Milos Bobek, Vorlage: Charles Perrault[171]
- 1980: Loupežnická pohádka – Regie: Libuše Koutná[172]
- 1980: O ptáku Ohniváku – Regie: Libuše Koutná[173]
- 1980: Pohádka z šafránové louky – Regie: Vlasta Janečková[174]
- 1980: Pastýřská pohádka – Regie: Svatava Simonová[175]
- 1980: Meluzína - Regie: Svatava Simonová[176]
- 1980: Zlatý náhrdelník - Regie: Antonín Moskalyk[177]
- 1980: Sestřičky růží - Regie: Svatava  Simonová, Vorlage: Brüder Grimm[178]
- 1981: Jak se peče štěstí – Regie: Libuse Koutná[179]
- 1981: Postácká pohádka – Regie: Libuse Koutná[180][181]
- 1981: Pohádka o mokrosuchém štěstí – Regie: Ludvík Ráža[182]
- 1981: Předeme, předeme zlatou nitku – Regie: Vlasta Janečková[183]
- 1981: O vodě, lásce a štěstí – Regie: Vlasta Janečková[184]
- 1981: O stříbrném a zlatém vajíčku – Regie: Svatava Simonová[185]
- 1981: Chudák muzika – Regie: Svatava Simonová[186]
- 1981: Královna bludiček - Regie: Věra Jordánová[187]
- 1981: Burácení s Burácem - Regie: Vlasta Janečková[188]
- 1982: Taneček přes dvě pekla – Regie: Jirina Pokorná-Makoszová[189]
- 1982: Červánková královna – Regie: Vlasta Janečková[190]
- 1982: Vojáček a dračí princezna – Regie: Svatava Simonová[191]
- 1982: O bílém jadýrku – Regie: Věra Jordánová[192]
- 1982: Jak Jaromil ke štěstí přišel – Regie: Vlasta Janečková, Vorlage: Božena Němcová[193]
- 1982: Potrhlá Andula – Regie: Věra Jordánová[194]
- 1982: O brokátové růži a slavíku z perleti – Regie: Libuše Koutná, Vorlage: Hans Christian Andersen, „Der Schweinehirt“[195]
- 1982: O labuti – Regie: Jaromil Jireš, Vorlage: Božena Němcová[196]
- 1982: Třeboňská pohádka - Regie: Svatava Simonová[197]
- 1982: To se ti povedlo, Julie! - Regie: Vlasta Janečková[198]
- 1982: Jak Honza Kačenku dostal - Regie: Bedřich Jansa[199]
- 1983: Co poudala bába Futeř – Regie: Svatava Simonová[200]
- 1983: Darmošlap z Nemanic a princezna Terezka – Regie: Svatava Simonová[201]
- 1983: O spící princezně, šípkových růžích a uražené víle – Regie: Miloš Bobek[202]
- 1983: Anulka a pan Pětiočko – Regie: Svatava Simonová[203]
- 1983: Velká kočičí pohádka – Regie: Libuše Koutná[204]
- 1983: O velkém nosu – Regie: Vlasta Janečková[205]
- 1983: Hodina splněných přání – Regie: Vlasta Janečková[206]
- 1983: Kmotři z blat – Regie: Věra Jordánová[207]
- 1983: Perníkový dědek – Regie: Svatava Simonová[208]
- 1983: Soudce a drahokam – Regie: Vojtěch Štursa[209]
- 1983: O chytrém šachovi – Regie: Eugen Sokolovský, Vorlage: Karel Tachovský[210]
- 1983: Nevěsta z obrázku - Regie: Věra Jordánová[211]
- 1984: Certuv svagr – Regie: Vlasta Janecková[212]
- 1984: Chytrá princezna – Regie: Václav Hudeček[213]
- 1984: Zlaté kapradí – Regie: Věra Jordánová[214]
- 1984: Anynka a čert – Regie: Svatava Simonová[215]
- 1984: Honza a tři zakleté princezny – Regie: Svatava Simonová[216]
- 1984: O princezně Solimánské – Regie: Libuše Koutná[217]
- 1984: Až já budu královna – Regie: Vlasta Janečková[218]
- 1984: O nosaté čarodějnici – Regie: Jiřina Pokorná-Makoszová, Vorlage: Wilhelm Hauff[219][220]
- 1984: Tři princezny tanečnice – Regie: Miloš Bobek[221]
- 1984: Tlustý pradědeček – Regie: Věra Jordánová, Vorlage: Josef Čapek[222]
- 1984: Letní pohádka – Regie: Věra Jordánová[223]
- 1984: O líné Nitce a prstýnku s rubínem – Regie: Věra Jordánová, Vorlage: Karel Jaromír Erben[224]
- 1984: Budulínek Mandelinka - Regie: Vlasta Janečková[225]
- 1984: Zelený ptáček - Regie: Eugen Sokolovský[226]
- 1984: Králi, já mám nápad - Regie: Svatava Simonová[227]
- 1984: Nasredin - Regie: Zdeněk Kaloč[228]
- 1985: A co ten ruksak, králi? – Regie: Vladimír Karlík[229]
- 1985: Jak se tančí brumbambule – Regie: Jiřina Pokorná-Makoszová[230]
- 1985: O Rozárce a zakletém králi – Regie: Libuše Koutná, Vorlage: František Hrubín[231]
- 1985: Princezny nejsou vždycky na vdávání – Regie: Jiřina Pokorná-Makoszová[232]
- 1985: Sedmipírek – Regie: Svatava Simonová[233]
- 1985: Chán Sulejmán a víla Fatmé – Regie: Věra Jordánová[234]
- 1985: Pták Žal – Regie: Věra Jordánová[235]
- 1985: O chytrém Honzovi, aneb jak se Honza stal králem – Regie: Ludvík  Ráža[236]
- 1985: Perly a růže – Regie: Miloš Bobek[237]
- 1985: O chamtivém strašidle – Regie: Věra Jordánová[238]
- 1985: Jamamba – Regie: Svatava Simonová[239]
- 1985: O loupežníku Olbramovi - Regie: Vladimír Karlík[240]
- 1985: Šahrazád - Regie: Eugen Sokolovský, Vorlage: Tausendundeine Nacht[241]
- 1985: Když hraje klárinet - Regie: Svatava Simonová[242]
- 1985: Slunečnice - Regie: Vladimír Karlík[243]
- 1985: Vodník v pivovaře - Regie: Svatava Simonová[244]
- 1986: O princezne, která ráckovala – Regie: Vladimír Karlík[245]
- 1986: O stestí a kráse – Regie: Libuse Koutná[246]
- 1986: O Popelákovi – Regie: Vlasta Janečková[247]
- 1986: O buchtách a milování – Regie: Věra Jordánová[248]
- 1986: Jak se mele babí hněv – Regie: Libuše Koutná[249]
- 1986: O rybáři a rybce – Regie: Vlasta Janečková, Vorlage: Alexander Pushkin, Märchen vom Fischer und dem Fischlein[250]
- 1986: Pavouk se smaragdovýma očima – Regie: Věra Jordánová[251]
- 1986: O houbovém Kubovi a princi Jakubovi – Regie: Vladimír Karlík[252]
- 1986: Pohádka o lidské duši – Regie: Libuše Koutná[253]
- 1986: Pohádka z Kampy – Regie: Vlasta Janečková[254]
- 1986: Blankytná pohádka – Regie: Anna Procházková[255]
- 1986: Statečný Azmun - Regie: Věra Jordánová[256]
- 1986: Klobouk, měšec a láska - Regie: Jiřina Pokorná-Makoszová[257]
- 1986: Svědectví čarovného zvonu - Regie: Eugen Sokolovský[258]
- 1987: O princezně na klíček – Regie: Libuše Koutná[259]
- 1987: Hádání s Hadovkou – Regie: Vlasta Janečková[260]
- 1987: Kde bydlí štěstí – Regie: Miloš Bobek[261]
- 1987: Vltavská víla – Regie: Jiřina Pokorná-Makoszová[262]
- 1987: Podivná nevěsta – Regie: Vladimír Karlík[263]
- 1987: O houslích krále snů - Regie: Věra Jordánová[264]
- 1987: O Háderunovi a víle Elóře - Regie: Jaromil Jireš[265]
- 1987: Strom pohádek: O Marušce - Regie:Jiřina Pokorná-Makoszová[266]
- 1987: Jak se princ učil řemeslu - Regie: Vlasta Janečková[267]
- 1987: O lesním království - Regie: Svatava Simonová[268]
- 1987: O falešných muzikantech - Regie: Eugen Sokolovský[269]
- 1988: Rozsudky soudce Ooky – Regie: Eugen Sokolovský[270]
- 1988: Motanice – Regie: Vlasta Janečková[271]
- 1988: O zrzavé Andule – Regie: Vlasta Janečková[272]
- 1988: O princi Bečkovi – Regie: Libuše Koutná[273]
- 1988: Klaním se, měsíci – Regie: Svatava Simonová[274]
- 1988: Sedm sestřiček – Regie: Libuše Koutná[275]
- 1988: Zlatý copánek – Regie: Svatava Simonová[276]
- 1988: Kalhoty od krejčího ze Lhoty – Regie: Jiřina Pokorná-Makoszová[277]
- 1988: Komu straší ve věži – Regie: Pavel Brabec[278]
- 1988: Kouzelnice od Křídového potoka – Regie: Vladimír Karlík[279]
- 1988: Paní Liška – Regie: Libuše Koutná[280]
- 1988: Strom pohádek: O chytré Marině – Regie: Jiřina Pokorná-Makoszová, Vorlage: Božena Němcová[281]
- 1988: Strom pohádek: Rozhodni obraze krásný – Regie: Jiřina Pokorná-Makoszová, Vorlage: Božena Němcová[282]
- 1988: My se vlka nebojíme - Regie: Pavel Háša[283]
- 1988: Strom pohádek: Bez práce nejsou koláče - Regie: Jiřina Pokorná-Makoszová[284]
- 1988: Černovláska - Regie: Adam Rezek[285]
- 1988: O kouzelnici Klotýnce - Regie: Vladimír Karlík[286]
- 1988: Dvojčata - Regie: Eva Sadková[287]
- 1988: Jak se Matěj učil čarodějem - Regie: Olga Švarcová[288]
- 1988: Strom pohádek: O třech synech - Regie: Jiřina Pokorná-Makoszová[289]
- 1988: Čertova skála - Regie: Vladimír Karlík[290]
- 1988: Zlatá flétna - Regie: Jan Bonaventura[291]
- 1989: Kdo probudí Pindruse …? – Regie: Libuse Koutná[292]
- 1989: O podezíravém králi – Regie: Vlasta Janečková[293]
- 1989: Berenika – Regie: Svatava Simonová[294]
- 1989: Putování po Blazenych ostrovech – Regie: Ludvík Ráza[295]
- 1989: Strom pohádek: Pasáček a císařova dcera – Regie: Jiřina Pokorná-Makoszová, Vorlage: Hans Christian Andersen[296]
- 1989: O princi, který měl smůlu – Regie: Petr Obdržálek[297]
- 1989: Abaj a Žabaj – Regie: Eugen Sokolovský[298]
- 1989: Strom pohádek: Dobro a zlo – Regie: Jiřina Pokorná-Makoszová, Vorlage: Brüder Grimm[299]
- 1989: Bratr Paleček - Regie: Eugen Sokolovský[300]
- 1989: Pane králi, jdeme z dáli - Regie: Jiřina Pokorná-Makoszová[301]
- 1989: Barnabáš a Tobiáš aneb cestovní kancelář Krasohled - Regie: Libuše Koutná[302]
- 1989: Král lenochů - Regie: Vojtěch Štursa[303]
- 1989: Království stromů - Regie: Jiřina Pokorná-Makoszová[304]
- 1990: Prinzessin Slonbidlo (Princezna Slonbidlo) – Regie: Vlasta Janečková[305][306]
- 1990: O hloupé havířce – Regie: Vlasta Janečková[307]
- 1990: Zachýsek, zvaný Rumělka – Regie: Svatava Simonová[308]
- 1990: Hádanice – Regie: Vlasta Janečková[309]
- 1990: O babě hladové – Regie: Jitka Němcová[310]
- 1990: Pofoukej mi jahody – Regie: Hynek Bočan[311]
- 1990: Jehlice Sluneční paní – Regie: Svatava Simonová[312]
- 1990: Démantový déšť  – Regie: Věra Jordánová[313]
- 1990: O těch Martinových dudách – Regie: Věra Jordánová[314]
- 1990: Heřmánková víla – Regie: Petr Burian[315]
- 1990: Perníkářka a Větrný mládenec – Regie: Vlasta Janečková[316]
- 1990: Ahmed a Hazar - Regie: Věra Jordánová[317]
- 1991: Princezna za dukát – Regie: Vlasta Janečková[318]
- 1991: Král a zloděj – Regie: Vlasta Janečková[319]
- 1991: Lhát se nemá, princezno – Regie: Jiřina Pokorná-Makoszová[320]
- 1991: O třech stříbrných hřebenech – Regie: Vlasta Janečková[321]
- 1991: Krásná čarodějka – Regie: Vlasta Janečková[322]
- 1991: Víla z jeskyně zla – Regie: Adam Rezek[323]
- 1991: Koho ofoukne větříček - Regie: Svatava Simonová[324]
- 1991: Pohádka o touze - Regie: Svatava Simonová[325]
- 1991: O líné Pepině, Vojtovi a sedmi raraších - Regie: Eugen Sokolovský[326]
- 1991: Rudá Divuše - Regie: Svatava Simonová[327]
- 1992: O princi, který mel o kolecko víc – Regie: Svatava Simonová[328]
- 1992: Pravda a lež – Regie: Vlasta Janečková[329]
- 1992: Dvanáct měsíčků – Regie: Libuše Koutná[330]
- 1992: Světýlka z blat – Regie: Vlasta Janečková[331]
- 1992: O myrtové panně – Regie: Svatava Simonová[332]
- 1992: Pohádka o prolhaném království – Regie: Svatava Simonová[333]
- 1992: Jaké vlasy má Zlatovláska – Regie: Adam Rezek[334]
- 1992: Ať ten kůň mlčí! – Regie: Ladislav Smoljak[335]
- 1992: Klíček ke štěstí – Regie: Miloš Bobek[336]
- 1992: Kocourkov – Regie: Karel Smyczek[337]
- 1992: Růžový květ - Regie: Josef Henke[338]
- 1992: Dva Janové a ovečka - Regie: Petr Burian[339]
- 1992: Ariadnina nit - Regie: Věra Jordánová[340]

## Slowakischer Märchenfilm
- 1995: Der Schlüssel zum Glück (Tajomstvo šťastia) – Regie: Jozef Holec
- 1996: Das Geheimnis der Liebe (Zázračná láska) – Regie: Martin Kákos
- 1997: Orbis Pictus – Regie: Martin Sulík[341]
- 1998: Im Zauberreich der Hexen (O ludoch a carodejnikoch) – Regie: Olga Keleova[342]
- 2000: Falkner Thomas (Král sokolů) – Regie: Václav Vorlíček, Vorlage: Novelle von Jozef Cíger-Hronský
- 2000: Die Regenbogenfee (Duhová panna oder Dúhenka) – Regie: Brano Misik
- 2014: Láska na vlásku – Regie: Mariana Cengel-Solcanská, Vorlage: Mark Twain, „Der Prinz und der Bettelknabe“[343]
- 2015: Die sieben Raben (Sedmero krkavců) – Regie: Alice Nellis[344]
- 2016: Zázracný nos – Regie: Stanislav Párnicky[345]
- 2017: Der dritte Wunsch (Tri zelania) – Regie: Vít Karas[346]
- 2018: Das Geheimnis des zweiköpfigen Drachen (Kdyz draka boli hlava) – Regie: Dusan Rapos
- 2018: Die Prinzessin und der blinde Schmied (O zakletém králi a odvázném Martinovi) – Regie: Peter Bebjak
- 2018: Die Teufelsfeder (Certí brko) – Regie: Marek Najbrt
- 2019: Der Uhrmacherlehrling (Hodináruv ucen) – Regie: Jitka Rudolfová[347][348]
- 2019: Carovný kamienok – Regie: Kristína Herczegová[349][350]
- 2020: Wunderwasser (O léčivé vodě) – Regie: Ján Sebechlebský
- 2020: Als ein Stern vom Himmel fiel (O vánoční hvězdě) – Regie: Karel Janák
- 2021: Wie man keine Prinzessin heiratet (Jak si nevzít princeznu) – Regie: Karel Janák[351]
- 2023: Die drei goldenen Dukaten (Tři zlaté dukáty ) - Regie: Mariana Čengel-Solčanská[352][353][354]
- 2024: Čarovné jablko - Regie: Jakub Machala[355]

## Tschechischer Märchenfilm
- 1993: Wettstreit im Schloß (Nesmrtelná teta) – Regie: Zdeněk Zelenka, Vorlage: Verstand und Glück von Karel Jaromír Erben
- 1993: Die sieben Raben (Sedmero krkavců) – Regie: Ludvík Ráza, Vorlage: Brüder Grimm
- 1993: Die verzauberte Anicka (Anička s lískovými oříšky) – Regie: Aleš V. Horal, Vorlage: Jana Vladislava
- 1993: Die Hochzeit von Vampires (Svatba upírů) – Regie: Jaroslav Soukup[356][357]
- 1993: Hora jménem Andělská – Regie: Svatava Simonová[358]
- 1993: Zelený rytíř – Regie: Svatava Simonová[359]
- 1994: Des Kaisers neue Kleider (Císařovy nové šaty) – Regie: Juraj Herz, Vorlage: Hans Christian Andersen
- 1994: Der Zauber des schönen Mädchens (Sen o krásné panně) – Regie: Ludvík Ráza, Vorlage: Die wunderschöne Mahulena von Božena Němcová
- 1994: Die Mühlenprinzessin (Princezna ze Mlejna) – Regie: Zdeněk Troška
- 1994: O Nesytovi – Regie: Vera Jordánová[360]
- 1994: Rosa, das Schutzgespenst (Róza, strážné strašidlo) – Regie: Jaroslav Hykl, Vorlage: Christine Nöstlinger[361]
- 1994: Jak se stal švec Dratvička tchánem pana krále – Regie: Věra Jordánová[362]
- 1995: Die verschwundene Prinzessin / Die verschwundene Königstochter (Jak si zasloužit princeznu) – Regie: Jan Schmidt, Vorlage: Sternberg von Božena Němcová[363]
- 1995: Marie Růžička – Regie: Aleš Horal[364]
- 1995: Zlatník Ondra – Regie: Zdeněk Havlíček[365]
- 1995: Pohádka o Faustovi – Regie: František Filip[366]
- 1996: O trech rytírích, krásné paní a lnené kytli – Regie: Vladimír Drha[367]
- 1996: Das Wunder vom Radhostberg (O sirotkovi z Radhoste) – Regie: Ludvík Ráza[368][369]
- 1996: Das Zauberbuch (Kouzelný měšec) – Regie: Václav Vorlíček
- 1996: Die Legende von Pinocchio - Regie: Steve Barron, Vorlage: Pinocchio von Carlo Collodi
- 1997: Rumpelstilzchen & Co. (Rumplcimprcampr) – Regie: Zdeněk Zelenka, Vorlage: Brüder Grimm und Karchen Martin von Božena Němcová
- 1997: Lotrando und die schöne Zubejda (Lotrando a Zubejda) – Regie: Karel Smyczek
- 1997: Die Perlenjungfrau / Die Perlenprinzessin (O Perlové Panně) – Regie: Vladimír Drha, Vorlage: Don Quijote von Miguel de Cervantes Saavedra
- 1997: Der Feuervogel (Pták Ohnivák) – Regie: Václav Vorlíček
- 1997: Bronzová koruna – Regie: Svatava Simonová[370]
- 1998: Smankote, babicko, caruj! – Regie: Zdenek Havlícek[371]
- 1998: Der Kaiser und der Trommler (Císař a Tambor) – Regie: Václav Křístek
- 1998: Die Seekönigin (Jezerní Královna) – Regie: Václav Vorlíček
- 1998: Die drei müden Prinzessinnen (O třech ospalých princeznách) – Regie: Svatava Simonová, Vorlage: Charles Deulin und die Brüder Grimm
- 1998: Der Schatten (Stín) – Regie: Ludvík Ráza, Vorlage: Hans Christian Andersen
- 1998: Čerte, drž se svého kopyta! – Regie: Zdeněk Havlíček[372]
- 1998: Stříbrný a Ryšavec – Regie: Vladimír Drha[373]
- 1998: Hejkalka - Regie: Miroslav Sobota[374]
- 1998: Královny kouzelného lesa - Regie: Svatava Simonová[375]
- 1999: Die drei goldenen Haare von Großvater Allwissend (Tři zlaté vlasy děda Vševěda) – Regie: Aleš Kisil, Josef Krofta[376]
- 1999: Die Prinzessin von Rimini (O princezně z Rimini) – Regie: Ludvík Ráza
- 1999: Das Verzauberte Schloss (Pàn radu) – Regie: Jiří Chlumský
- 1999: Teuflisches Glück (Z pekla štěstí) – Regie: Zdeněk Troška
- 1999: Zimni vila – Regie: Kryštof Hanzlík[377]
- 1999: Nevěsta pro Paddyho – Regie: Jitka Němcová[378]
- 1999: Čerte, tady straší! – Regie: Jaroslav Hovorka[379]
- 1999: Zakletý vrch – Regie: Vlasta Janečková[380]
- 1999: Tom v kozí kůži – Regie: Dušan Klein[381]
- 2000: Die Mühlenprinzessin 2 (Princezna ze mlejna 2) – Regie: Zdeněk Troška[382]
- 2000: Tomás und der Falkenkönig / Falkner Thomas (Král sokolů) – Regie: Václav Vorlícek, Vorlage: Novelle von Jozef Cíger-Hronský
- 2000: Die Regenbogenfee (Duhová panna oder Dúhenka) – Regie: Brano Misik
- 2000: Zvonící meče – Regie: Miroslav Sobota[383]
- 2000: Jabloňová panna – Regie: Milan Cieslar, Vorlage: Karel Jaromír Erben[384][385]
- 2000: Řád saténových mašlí – Regie: Jasmina Bralić-Blažević[386]
- 2000: Dřevěná Marika - Regie: Jaroslav Hovorka[387]
- 2001: Teuflisches Glück 2 (Z pekla stestí 2) – Regie: Zdeněk Troška[388]
- 2001: Ein königliches Versprechen (Královský slib) – Regie: Krystof Hanzlík
- 2001: Elixir und Halibela (Elixír a Halíbela) – Regie: Dušan Klein
- 2001: Vohnice a Kiliján – Regie: Drahomíra Králová, Věra Plívová-Šimková[389]
- 2001: Brnění a rolničky – Regie: Vlasta Janečková[390]
- 2002: O Víle Arnoštce – Regie: Dusan Klein[391][392]
- 2002: Wie die Liebe schmeckt (Jak chutnà láska) – Regie: Jana Semschová[393]
- 2002: Die goldene Prinzessin (Zlatá princezna) – Regie: Moris Issa
- 2002: Die Prinzessin mit den großen Füßen (Nevěsta s velkýma nohama) – Regie: Viktor Polesný, Vorlage: altfranzösisches Märchen Berta mit den großen Füßen
- 2002: Pekelná maturita – Regie: Roman Meluzín[394]
- 2002: Peklem s čertem – Regie: Miroslav Sobota[395]
- 2002: Prsten kohouta Alektrya - Regie: Svatava Simonová[396]
- 2003: Prinz Goldkörnchen (O Ječmínkovi) – Regie: Milan Cieslar
- 2003: Der Teufel weiß warum (Čert ví proč) – Regie: Roman Vávra
- 2003: O svatební krajce – Regie: Jirí Chlumský[397]
- 2003: Malvína – Regie: Miroslav Balajka[398][399]
- 2004: Poklad na Sovím hrádku – Regie: Zdeněk Zelenka[400]
- 2004: Janek nad Janky - Regie: Jiří Vanýsek[401]
- 2004: Vánoční panenka - Regie: Otakar Kosek[402]
- 2004: Modrý Mauritius - Regie: Zdeněk Potužil[403]
- 2005: Ein Engel des Herrn, Herr Engel (Anděl Páně) – Regie: Jiří Strach[404]
- 2005: Brothers Grimm (The Brothers Grimm) – Regie: Terry Gilliam, Vorlage: Brüder Grimm
- 2005: Bohác a chudák – Regie: Zdenek Zelenka, Vorlage: Karel Jaromír Erben[405]
- 2005: Království potoků – Regie: Pavel Jandourek[406]
- 2005: Trampoty vodníka Jakoubka – Regie: Vít Olmer[407]
- 2005: Pohádka o houslích a viole – Regie: Juraj Deák[408]
- 2005: Voděnka - Regie: Otakar Kosek[409]
- 2006: Tajemství Lesní země – Regie: Václav Krístek[410]
- 2006: O Šípkové Růžence – Regie: Zdeněk Zelenka[411]
- 2006: Poslední kouzlo – Regie: Ondřej Kepka[412]
- 2006: Sůva z nudlí – Regie: Vít Olmer[413]
- 2006: Lojzička je číslo – Regie: Jaroslav Hanuš[414]
- 2006: Vřesový trůn - Regie: Tomáš Krejčí[415]
- 2007: Drei Leben (Tri životy) – Regie: Jirí Strach[416][417]
- 2007: O kominickém učni a dceři cukráře – Regie: Pavel Jandourek[418]
- 2007: Křišťálek meč – Regie: Jitka Němcová[419]
- 2007: Tři srdce – Regie: Václav Křístek[420]
- 2007: O uloupené divožence – Regie: Milan Cieslar[421]
- 2007: Začarovaná láska – Regie: Ondřej Kepka[422]
- 2008: Das bezauberndste Rätsel (Nejkrásnější hádanka) – Regie: Zdeněk Troška
- 2008: Königszauber / Die Magie der Könige (Kouzla králů) – Regie: Zdeněk Zelenka[423]
- 2008: Fišpánská jablíčka – Regie: Dušan Klein[424]
- 2008: O bílé paní – Regie: Martin Dolenský[425]
- 2008: Český Honza – Regie: Zdeněk Kozák[426]
- 2008: Hospoda u Bílé kočky – Regie: Kryštof Hanzlík[427]
- 2008: Ztracený princ – Regie: Václav Křístek[428]
- 2008: Nebe a Vincek – Regie: Petr Zahrádka[429]
- 2008: Fredy a Zlatovláska - Regie: Tomáš Krejčí[430]
- 2008: Pohádkové počasí - Regie: Tomáš Krejčí[431]
- 2008: O perníkové chaloupce - Regie: Karel Janák[432]
- 2009: Gehörnte Liebe (Láska rohatá) – Regie: Hynek Bočan
- 2009: Das Königreich der Nudeln und Glück ohne Ende (O království z nudlí a štěstí bez konce) – Regie: Martin Dolenský
- 2009: Zur Hölle mit der Prinzessin (Peklo s princeznou) – Regie: Miloslav Šmídmajer
- 2009: Dům U Zlatého úsvitu – Regie: Pavel Jandourek[433]
- 2009: Dilino a čert – Regie: Jaroslav Hovorka[434]
- 2010: Die Regentrude (Destová víla) – Regie: Milan Cieslar, Vorlage: Theodor Storm[435]
- 2010: Škola princů – Regie: Roman Vávra[436]
- 2010: Vodník a Karolínka – Regie: Jaroslav Hovorka[437]
- 2010: Princezna Ano - Regie:Hynek Bočan[438]
- 2011: V perine – Regie: František A. Brabec[439]
- 2011: Katzenmama und der Drache (Micimutr) – Regie: Vít Karas[440][441]
- 2011: Tajemství staré bambitk – Regie: Ivo Macharácek[442][443]
- 2011: Die Braut des Teufels / Die Teufelsbraut (Čertova nevěsta) – Regie: Zdeněk Troška[444]
- 2011: Saxana und die Reise ins Märchenland (Saxana) – Regie: Václav Vorlíček
- 2011: Das Geheimnis des alten Räubers (Tajemství staré bambitky) - Regie: Ivo Macharácek[445]
- 2011: Anděl - Regie: Karel Janák[446][447]
- 2012: Die zwölf Monate (Dvanáct měsíčků) – Regie: Karel Janák, Vorlage: Božena Němcová
- 2012: Stastný smolar – Regie: Jirí Strach[448]
- 2012: O pokladech – Regie: Vít Karas[449][450]
- 2013: Der Hüter des Schatzes (Duch nad zlato) – Regie: Zdeněk Zelenka, Vorlage: Hans Christian Andersen[451]
- 2013: Kovár z Podlesí – Regie: Pavel Göbl[452]
- 2013: Snezný drak – Regie: Eugen Sokolovský[453]
- 2014: Die Prinzessin und der Schüler (Princezna a písar) – Regie: Karel Janák[454][455]
- 2014: Kdyby byly ryby – Regie: Jan Prusinovský[456][457]
- 2014: Die drei Brüder (Tři bratři) – Regie: Jan Svěrák
- 2014: Fürst der Dämonen - Regie: Oleg Stepchenko, Vorlage: Nikolai Gogol[458][459]
- 2015: Der Mittsommerkranz (Svatojánský venecek) – Regie: Jirí Strach[460][461]
- 2015: Johancino tajemství – Regie: Juraj Nvota[462][463]
- 2015: Die sieben Raben (Sedmero krkavců) – Regie: Alice Nellis
- 2015: Der Kronprinz (Korunní princ) – Regie: Karel Janák
- 2015: Lesapán - Regie: Pavel Soukup[464]
- 2016: Strašidla – Regie: Zdenek Troska[465]
- 2016: Slíbená princezna – Regie: Ivan Pokorný[466]
- 2016: Řachanda – Regie: Marta Ferencova[467][468]
- 2016: Zázracný nos – Regie: Stanislav Párnicky[345]
- 2016: Vom Smoliček – Regie: Barbara Lackermeier[469][470]
- 2016: Ein Engel des Herrn 2 (Anděl Páně 2) – Regie: Jiří Strach[471][472]
- 2016: Der wahre Ritter (Pravý rytíř) – Regie: Martin Dolenský[473][474]
- 2017: Der arme Teufel und das Glück (Nejlepsí prítel) – Regie: Karel Janák[475][476]
- 2017: Rübezahls Schatz (Krakonošův poklad) – Regie: Stefan Bühling, Vorlage: Rübezahl
- 2017: Der dritte Wunsch (Přání k mání) – Regie: Vít Karas[346]
- 2018: Der Zauberer vom Roggenfeld (Kouzelník Zito) – Regie: Zdenek Zelenka[477][478]
- 2018: Teuflische Streiche (Certoviny) – Regie: Zdenek Troska[479][480]
- 2018: Das Geheimnis des zweiköpfigen Drachen (Kdyz draka boli hlava) – Regie: Dusan Rapos
- 2018: Die Prinzessin und der blinde Schmied (O zakletém králi a odvázném Martinovi) – Regie: Peter Bebjak
- 2018: Die Teufelsfeder (Certí brko) – Regie: Marek Najbrt
- 2018: Wildhexe – Regie: Kaspar Munk[481][482]
- 2019: Die Prinzessin und das halbe Königreich (Princezna a pul království) – Regie: Karel Janák[483][484]
- 2019: Der Uhrmacherlehrling (Hodináruv ucen) – Regie: Jitka Rudolfová[347][348]
- 2019: Čarovný kamínek – Regie: Kristína Herczegová[349]
- 2019: Zakleté pírko – Regie: Zdeněk Troška[485]
- 2019: O kouzelné lahvi - Regie: Jan Kočí[486]
- 2020: Wunderwasser, Die Heilquelle (O léčivé vodě) – Regie: Ján Sebechlebský[487]
- 2020: Als ein Stern vom Himmel fiel (O vánoční hvězdě) – Regie: Karel Janák
- 2020: Die Prinzessin und der Fluch der Zeit (Princezna zakletá v čase) – Regie: Petr Kubik[488][489][490][491]
- 2021: Wie man keine Prinzessin heiratet (Jak si nevzít princeznu) – Regie: Karel Janák[351]
- 2022: Krakonos Geheimnis (Krakonosovo tajemství) - Regie: Peter Bebjak, Vorlage: Rübezahl[492]
- 2022: Die Prinzessin und der Fluch der Zeit 2 (Princezna zakletá v case 2) - Regie: Petr Kubik[493]
- 2022: Das Geheimnis des alten Räubers 2 (Tajemství staré bambitky 2) - Regie: Ivo Macharácek[494][495]
- 2023: Der Petrusschlüssel (Klíč svatého Petra) – Regie: Karel Janák[496][497][498]
- 2023: Die drei goldenen Dukaten (Tři zlaté dukáty) - Regie: Mariana Čengel-Solčanská[352][353][499]
- 2023: Tři princezny - Regie: Tomás Pavlícek[500]
- 2024: Čarovné jablko - Regie: Jakub Machala[355]

### Fernsehspiel
- 1993: Modrý pták – Regie: Jana Semschová[501]
- 1993: Dick Whittington – Regie: Vlasta Janečková[502]
- 1993: Česká muzika – Regie: Vlasta Janečková[503]
- 1993: Kryštof a Kristina – Regie: Svatava Simonová[504]
- 1993: Království květin – Regie: Josef Lamka, Vorlage: Maurice Carême[505]
- 1993: Arachné - Regie: Josef Platz[506]
- 1994: O zlatém pokladu – Regie: Vlasta Janečková[507]
- 1994: Hrad stínů – Regie: Vlasta Janečková[508]
- 1994: Bezvousák a princezna – Regie: Jiřina Pokorná-Makoszová[509]
- 1994: Duhová hora - Regie: Milos Bobek[510]
- 1994: Chytrost má děravé šaty - Regie: Jirina Pokorná-Makoszová[511]
- 1994: O arabském hvězdopravci - Regie: Věra Jordánová[512]
- 1994: Pohádka o splněných přáních - Regie: Miloš Bobek[513]
- 1995: Kulihrášek a zakletá princezna – Regie: František Filip[514]
- 1995: O moudré Sorfarině – Regie: Vlasta Janečková[515]
- 1995: Modrá krev – Regie: Svatava Simonová[516]
- 1995: Pohádka o lidech a Boží lékárně – Regie: Svatava Simonová[517]
- 1995: Vápenička – Regie: Petr Burian[518]
- 1995: O kumburské meluzíně – Regie: Věra Jordánová[519]
- 1995: Poutníci – Regie: Vlasta Janečková[520]
- 1995: Poslední slovo – Regie:Zdeněk Zelenka[521]
- 1996: Není houba jako houba – Regie: Vlasta Janečková[522]
- 1996: O princi Truhlíkovi – Regie: Vlasta Janečková[523]
- 1996: O králi, hvězdáři, kejklíři a třech muzikantech – Regie: Zdeněk Havlíček[524]
- 1996: O princezně, která nesměla na slunce – Regie: Vladimír Drha[525]
- 1996: Vodnická čertovina – Regie: Vlasta Janečková[526]
- 1996: Jak si pan Pinajs kupoval od kocoura sádlo – Regie: Svatava Simonová[527]
- 1996: Ty, ty, ty, Moneti! – Regie: Vlasta Janečková[528]
- 1996: O princezně, měsíci a hvězdě – Regie: Lenka Cingrošová[529]
- 1996: Chladné srdce - Regie: Miroslav Sobota[530]
- 1996: Jak se Kuba stal mlynářem - Regie: Věra Jordánová[531]
- 1996: Slavík - Regie: František Filip, Vorlage: Hans Christian Andersen[532]
- 1996: Štěstí krále Alfonse - Regie: Pavel Háša[533]
- 1997: Zkřížené meče – Regie: Miroslav Sobota[534]
- 1997: Cyprián a bezhlavý prapradědeček – Regie: Vlasta Janečková[535]
- 1997: Čarodějné námluvy – Regie: Vladimír Drha[536]
- 1997: Jak přišli kováři k měchu – Regie: Vlasta Janečková[537]
- 1997: O spanilé Jašince – Regie: Ludvík Ráža[538]
- 1997: Jak vyženit z pekla štěstí – Regie: Jaroslav Hovorka[539]
- 1997: Vojtík a duchové – Regie: Vlasta Janečková[540]
- 1997: Červený kamínek – Regie: Vlasta Janečková[541]
- 1997: Jak vylécit Jezibabu – Regie: Věra Jordánová[542]
- 1997: Černokněžník – Regie: Jiří Chlumský[543]
- 1997: O zlé a dobré vodě – Regie: Vlasta Janečková[544]
- 1997: O vílách Rojenicích – Regie: Věra Jordánová[545]
- 1997: Ptačí král – Regie: František Filip[546]
- 1997: Kouzelnice - Regie: Svatava Simonová[547]
- 1997: Princezna za tři koruny - Regie: Jan Bonaventura[548]
- 1997: O Držgrešlovi a Drždukátovi - Regie: Eugen Sokolovský[549]
- 1997: Zvědavý osel - Regie: František Filip[550]
- 1998: O pyšném panovníkovi – Regie: František Filip[551]
- 1998: Tajemství mořské panny – Regie: Vlasta Janečková[552]
- 1998: Lolinka a knírač – Regie: Dušan Klein[553]
- 1998: Prsten a řetěz – Regie: František Filip[554]
- 1998: Smůla – Regie: Vlasta Janečková[555]
- 1998: Hvězda života - Regie: Milan Cieslar[556]
- 1998: O Johance s dlouhými vlasy - Regie: Věra Jordánová[557]
- 1998: O modrém ptáčku - Regie:Svatava Simonová[558]
- 1999: Ošklivá princezna – Regie: Miroslav Sobota[559]
- 1999: O bojácném Floriánkovi – Regie: František Filip[560]
- 1999: Silák a strašidla – Regie: Vlasta Janečková[561]
- 1999: Král ozvěny – Regie: Dušan Klein[562]
- 1999: Kašpárkovy rolničky - Regie: František Filip[563]
- 1999: Stín - Regie: Ludvík Ráža, Vorlage: Hans Christian Andersen[564]
- 2001: Zázračné meče – Regie: Miroslav Sobota[565]
- 2002: O princezně se zlatým lukem – Regie: Rudolf Tesácek[566]
- 2003: Zvon Lukáš – Regie: Jitka Němcová[567]
- 2003: Drátařík a hruška moudrosti – Roman Meluzín[568]
- 2004: Křesadlo – Regie: Jaroslav Hanuš[569]
- 2004: Probuzená skála – Regie: Jiří Strach[570]
- 2004: Zakletá třináctka - Regie: Ondřej Kepka[571]
- 2004: To vánoční šturmování aneb Pokoj lidem dobré vůle - Regie: Zdeněk Kozák[572]
- 2005: Restaurace U Prince – Regie: Jaroslav Hanuš[573]
- 2005: Kočičí princezna – Regie: Roman Meluzín[574]
- 2005: Nepovedený kouzelník - Regie: Adam Rezek[575]
- 2006: 100 + 1 princezna – Regie: Jaroslav Hanuš[576]
- 2006: Až kohout snese vejce – Regie: Otakar Kosek[577]
- 2006: O malíři Adamovi – Regie: Vladimír Drha[578]
- 2007: O dívce, která šlápla na chléb – Regie: Jiří Strach, Vorlage: Hans Christian Andersen[579]
- 2007: Škola ve mlejně – Regie: Karel Janák[580]
- 2007: Dítě hvězdy – Regie: Miroslav Sobota, Vorlage: Oscar Wilde[581]
- 2007: Tajemná truhla – Regie: Jaroslav Hanuš[582]
- 2007: Kdo hledá, najde – Regie: Jaroslav Hanuš[583]
- 2008: Kouzelná tetička Valentýna – Regie: Zuzana Zemanová[584]
- 2008: Sofie a ukradený poklad – Regie: Jaroslav Hanuš[585]